# Switch Off the Moment
Switch Off The Moment è un singolo della cantante Dolores O'Riordan. È il secondo brano estratto dall'album No Baggage ed è stato pubblicato il 29 ottobre 2009 dall'etichetta discografica Cooking Vinyl. Il brano è stato anche pubblicato in versione CD insieme alla canzone I Want You. La canzone è stata cantata dal vivo in varie occasioni dalla stessa cantante.

## Tracce
1. Dolores O'Riordan – Switch Off the Moment – 3:18
2. Dolores O'Riordan – I Want You – 3:14